# Homoneura collessi
Homoneura collessi är en tvåvingeart som beskrevs av Kim 1994. Homoneura collessi ingår i släktet Homoneura och familjen lövflugor. Inga underarter finns listade i Catalogue of Life.